# Sicyonis erythrocephala
Sicyonis erythrocephala is een zeeanemonensoort uit de familie Actinostolidae.
Sicyonis erythrocephala is voor het eerst wetenschappelijk beschreven door Pax in 1922.